# Haptolana trichostoma
Haptolana trichostoma is een pissebed uit de familie Cirolanidae. De wetenschappelijke naam van de soort is voor het eerst geldig gepubliceerd in 1966 door Bowman.